# 방화선

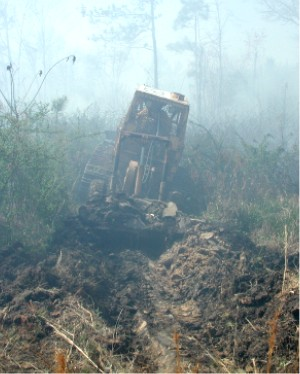
사우스캐롤라이나주에서 발생한 산불에 방화선을 구축하는 모습

방화선은 화재가 번지는 것을 막기 위해 만드는 공터이다. 이는 산불이나 산불의 진행을 늦추거나 멈추는 장벽 역할을 하는 초목이나 기타 가연성 물질의 틈이다. 강, 호수 또는 협곡과 같이 초목이나 "연료"가 부족한 곳에서는 자연적으로 화재가 발생할 수 있다. 방화선은 인공적으로 만들 수도 있으며 이들 중 다수는 벌목 도로, 4륜 구동 트레일, 보조 도로 또는 고속도로와 같은 도로 역할도 한다.

## 개요
방화선 건설의 주요 목표는 죽은 나무와 덤불을 광물성 토양으로 제거하는 것이다. 이를 초기에 달성하고 이 상태를 유지하기 위해 다양한 방법을 사용할 수 있다. 이상적으로, 방화선은 BMP(Best Management Practices)라고도 알려진 지속 가능한 산림 및 화재 예방 엔지니어링의 확립된 관행에 따라 건설 및 유지 관리된다. 일반적인 목표는 산불의 확산을 늦추면서 방화막의 효과를 극대화하고, 충분한 크기와 밀도의 방화선을 사용하여 산불의 궁극적인 규모를 줄이는 것이다. 추가적인 목표는 숲의 생태를 유지하고, 산불이 대기 오염과 지구 기후에 미치는 영향을 줄이고, 다양한 프로젝트의 비용과 이익의 균형을 맞추는 것이다.
이러한 목표는 적절한 운영 관행을 통해 달성할 수 있으며, 그 중 다수는 잠재적으로 모두에게 상호 이익이 될 수 있다. 많은 경우, 목재 및 바이오매스 연료와 같은 임산물의 수확과 함께 방화 유지를 유지하는 것이 유용할 수 있다. 그 이유는 기본 목표가 숲에서 물질을 제거하는 것이라는 점에서 목표가 근본적으로 관련되어 있기 때문이다. 또한, 제대로 수행된다면 이러한 제품의 가치는 방화 유지 비용을 크게 상쇄할 수 있다. 또한 이러한 상업 산업과 중소기업은 산불로 인한 재산 피해를 줄이고 투자 위험을 줄임으로써 도움을 받는다. 치수재에 적합하지 않은 바이오매스 재료는 제지 산업 및 에너지 산업을 위한 우드칩 제조에 적합하다. 숲 바닥에 그늘을 만들고 연료 축적 속도를 줄이고 휴양지 및 거주 지역의 조경을 개선하기 위해 일부 유형의 방화선 내에 더 큰 나무가 제자리에 남아 있는 경우도 있다.

## 역사
당시 표준화된 소방대가 부족했기 때문에 1666년 런던 대화재에서는 런던 타워 수비대가 화약과 방화 갈고리를 사용하여 런던 중심부 전역에 걸쳐 광범위하고 임시 방화 캠페인을 벌였다. 역사가들은 이것이 지옥불의 궁극적인 패배에 기여한 주요 요인 중 하나였다고 믿는다.
세계에서 가장 비싼 방화선은 1906년 샌프란시스코 지진으로 인한 화재 확산을 막기 위해 샌프란시스코 반 네스 애비뉴(Van Ness Avenue) 일부에 다이너마이트를 가했을 때 만들어졌다. 지진 발생 후 소방 활동은 특히 어려울 수 있다. 지진으로 인해 수도 본관이 파열되어 수압이 완전히 상실될 수 있기 때문이다.

## 원리
불이 발생하여 연소하는 데는 연소물, 산소, 열이 필요한데, 방화선의 구축은 연소물을 제거하여 화재의 확산을 막는다.

## 같이 보기
- 산불
- 맞불
- 소방
- 방화벽 (건축)